# Acton (Londen)
Acton is een gebied in het Londense bestuurlijke gebied Ealing, in de regio Groot-Londen.
In de wijk liggen drie spoorwegstations, Acton Main Line, Acton Central, en South Acton; en vier metrostations, Acton Town, North Acton, West Acton en East Acton.

## Galerij

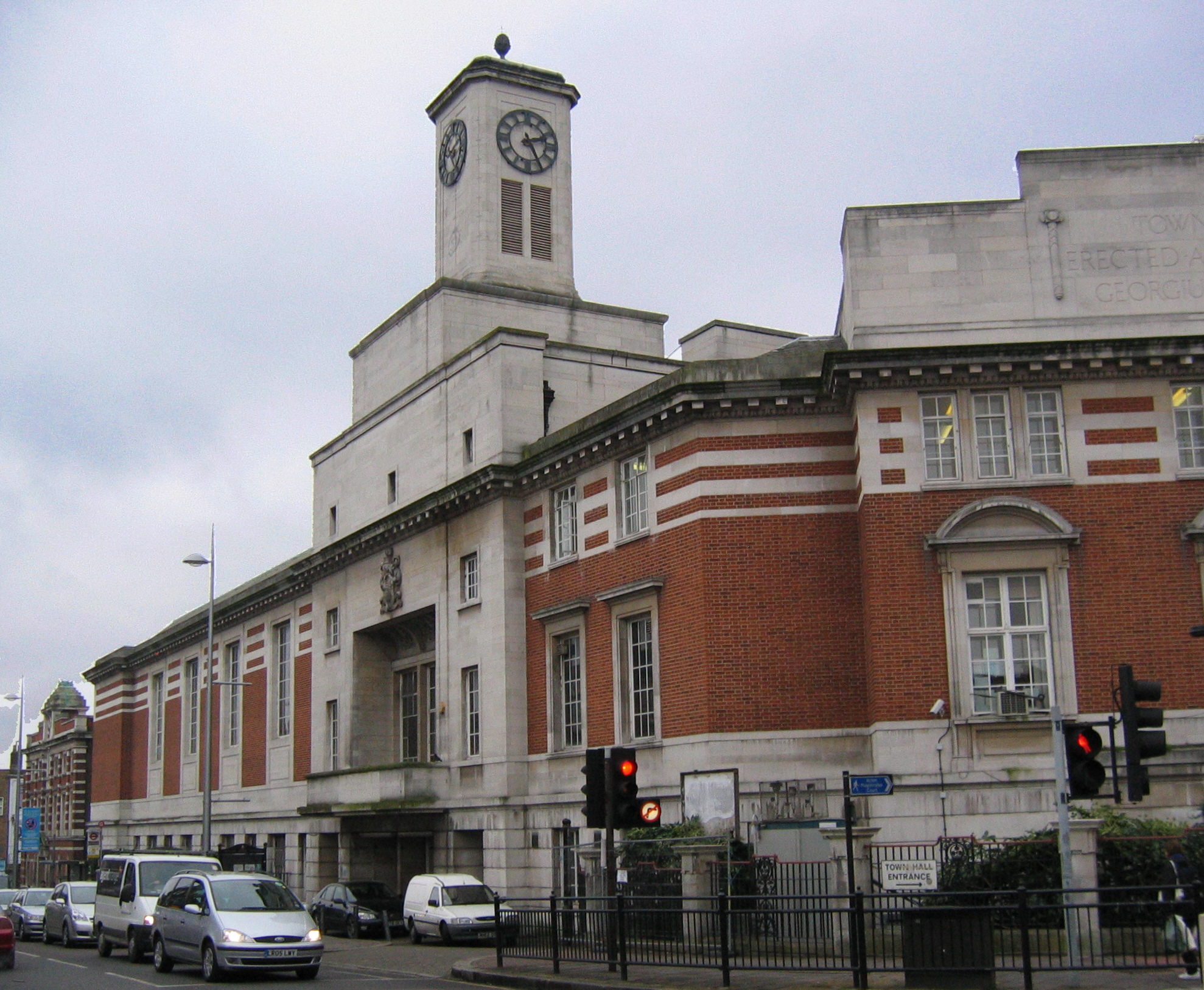
Acton Town Hall
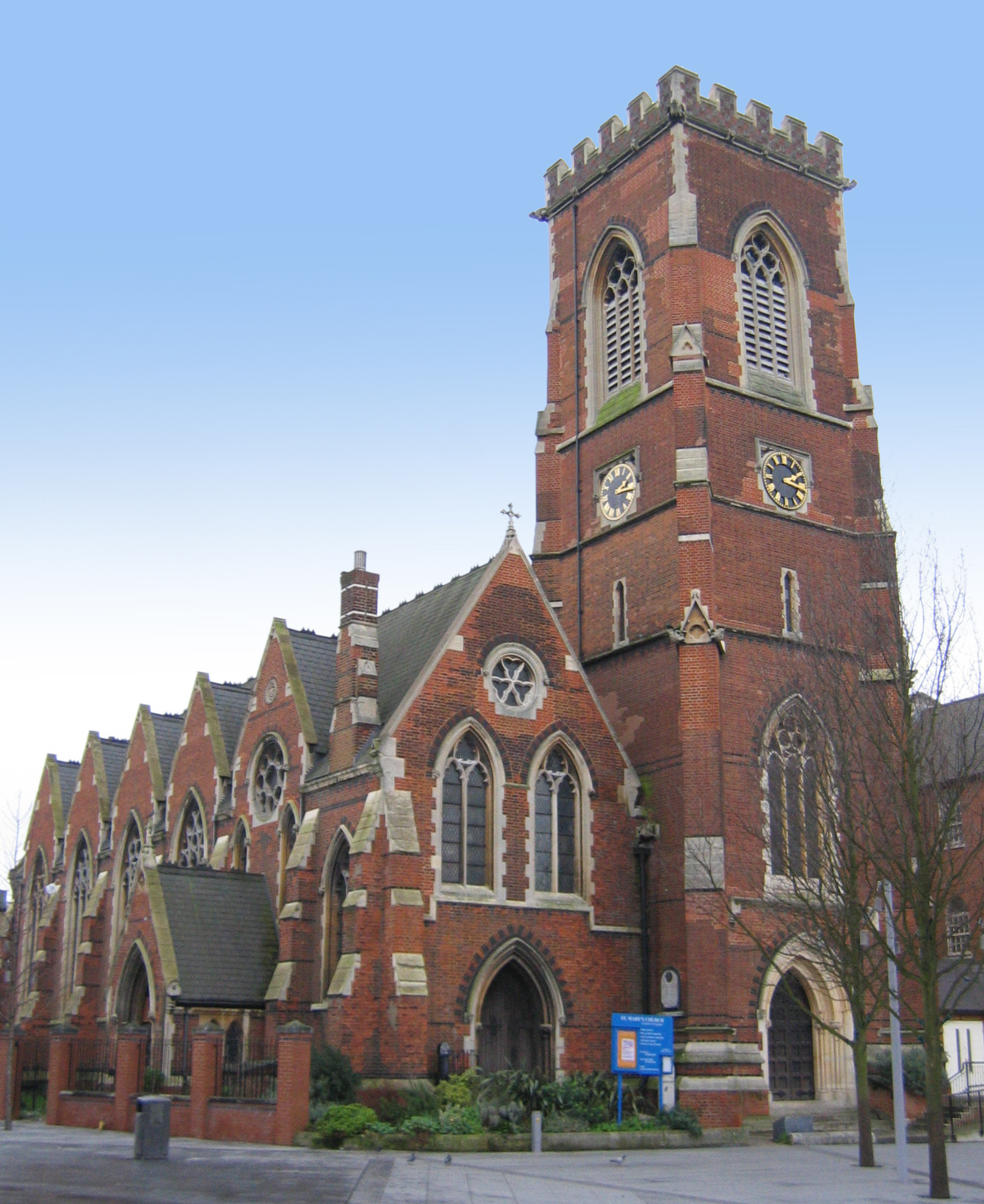
St Mary's, Acton

## Geboren
- Kit Harington (1986), acteur